# Serment judiciaire
Le serment judiciaire est une déclaration solennelle faite par une partie à un procès d'un fait qui lui est favorable.

## Histoire
La loi d'escondit était un serment judiciaire médiéval en vigueur à Liège.